# Jhumpa Lahiri
Jhumpa Lahiri, född som Nilanjana Sudeshna Lahiri den 11 juli 1967 i London, men uppväxt i Rhode Island, USA, är en amerikansk författare av bengalisk härkomst. Hennes egentliga förnamn (födelsenamn) är Nilanjana Sudeshna men hon har från familjens sida alltid gått under smeknamnet Jhumpa. Hon bodde i Brooklyn, New York med sin man och två barn till och med 2012, men därefter flyttade de till Rom. 2010 blev hon utsedd av Barack Obama till medlem av the President's Committee on the Arts and Humanities. 
Ett återkommande tema i Lahiris författarskap är utländska akademiker, boende i USA, men marginaliserade i samhället. I synnerhet fokuserar hon mycket på andra generationens indier boende i USA. Hon vann år 2000 Pulitzerpriset för skönlitteratur för boken Den indiske tolken. I väntan på ett namn blev 2006 filmatiserad under originaltitel The Namesake i regi av Mira Nair och med Kal Penn i huvudrollen.

## Priser och utmärkelser
- Pulitzerpriset för skönlitteratur 2000 för Interpreter of Maladies